# 曹萬鈞
曹萬鈞（1959年6月30日—），生於台灣，祖籍江蘇。曾擔任台灣大業務副總、台灣大榮譽顧問、威寶電信副董事長，現為作家。
曹萬鈞曾在80年初台灣電信開放自由化的年代，從參與太平洋電信CT2「數位式低功率無線電話」到負責台灣大哥大行動電話的業務，以二年多的時間（28個月），讓台灣大哥大的行動電話用戶數超越電信龍頭中華電信，為當時電信市場帶來了新的局面，後來並擔任台灣大轉投資的電信通路公司台灣電店副董事長。2007年至2008年出任威寶電信副董事長。